# 九州鐵道紀念館站
九州鐵道紀念館站（日语：／ Kyūshū-Tetsudō-kinenkan eki */?）是位於福岡縣北九州市門司區，屬於平成筑豐鐵道的門司港懷舊觀光線（北九州銀行懷舊線）車站。此站在設站計畫中的暫定名稱為門司港站。

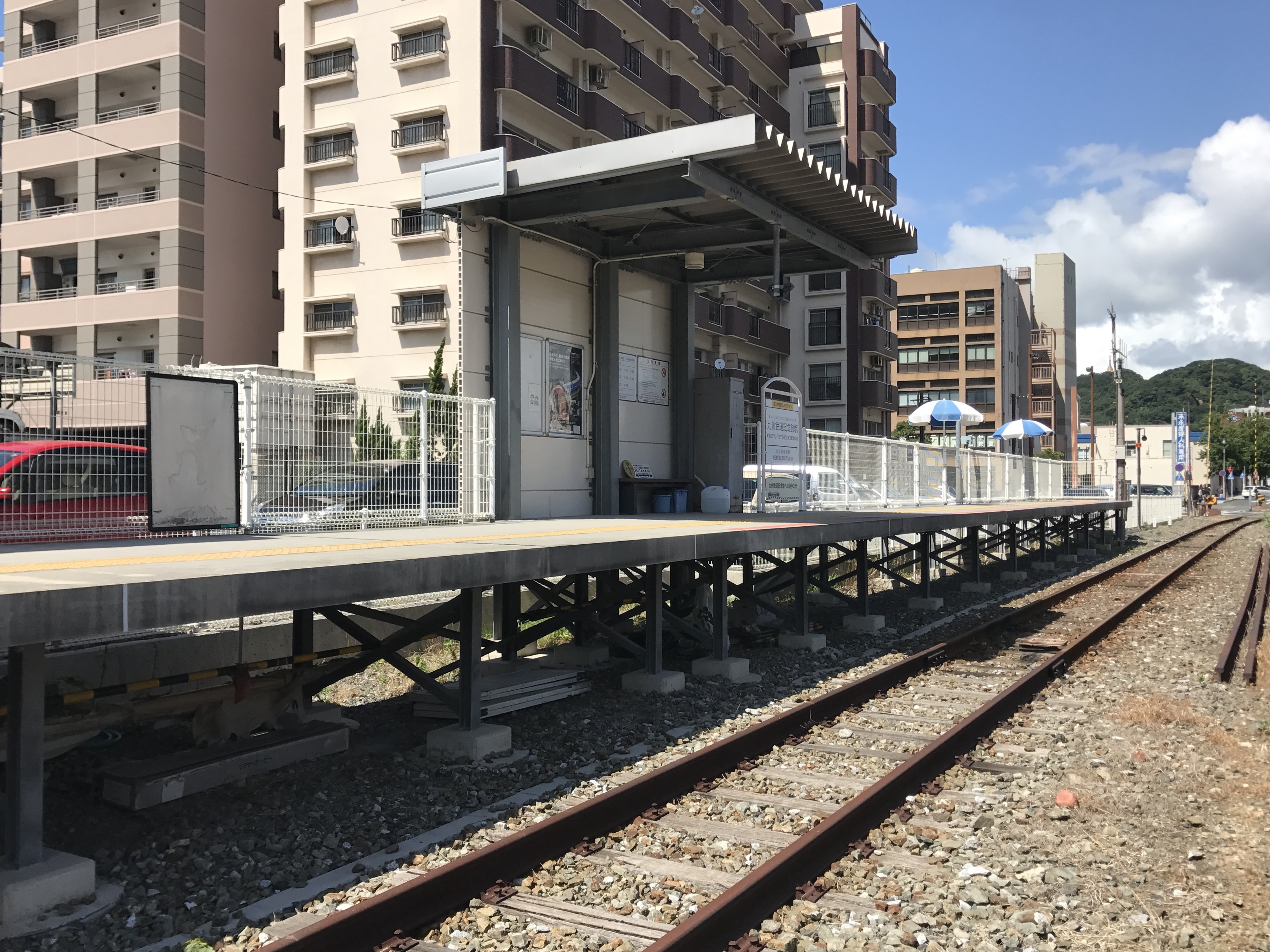
月台(2017年8月)

## 歷史
- 2009年（平成21年）4月26日 - 車站啟用[1]。

## 車站構造
本站是地面車站，設有1面1線的單式月台。此站是有人車站。車站位於門司港站旁（鄰接九州鐵道紀念館）。隨著建設門司港懷舊觀光線之際，此路線路軌與JR九州的路軌分斷，站內設有止衝擋。

## 車站周辺
- JR九州鹿兒島本線 門司港站
- 九州鐵道紀念館
- 舊門司三井俱樂部
- 北九州市舊大阪商船
- 舊三井物產門司分店（日语：旧三井物産門司支店）
- 門司港尊貴酒店（日语：プレミアホテル門司港）
- 海峽戲劇船（日语：海峡ドラマシップ）
- 門司港郵局（日语：門司港郵便局）
- 關門汽船（日语：関門汽船）（關門連絡船）乘船處
- 國道198號
- 松永文庫（日语：松永文庫）

## 相鄰車站
平成筑豐鐵道
門司港懷舊觀光線（北九州銀行懷舊線）
九州鐵道紀念館－出光美術館

## 注腳
1. ↑  最高速は15km/h【私鉄に乗ろう96】門司港観光レトロ線 その1 | 鉄道コラム | 鉄道チャンネル （页面存档备份，存于）（日語）

## 外部連結
- 九州鐵道記念館站 | 門司港懷舊觀光列車、潮風號 （页面存档备份，存于）（日語）